# SoftBank X01T
SoftBank X01T（ソフトバンクX01T）は東芝が開発しソフトバンクモバイルが販売するW-CDMA及びGSM通信方式に対応するスマートフォン。
2007年（平成19年）12月8日発売。

## 概要

### 対応サービス・機能
- Windows Mobile 6 Professional Edition 日本語版搭載
- Windows Live for Windows Mobile 搭載
  - Windows Live メール
  - Windows Live メッセンジャー
- Opera Mobile搭載
- ワイドVGA液晶
- QWERTY配列キーボード
- 下り最大3.6Mbpsの高速通信
- 197万画素カメラ
- 指紋認証機能
- かんたんWi-Fi接続

| 主な対応サービス         | 主な対応サービス       | 主な対応サービス     | 主な対応サービス |
| ------------------------ | ---------------------- | -------------------- | ---------------- |
| S!一斉トーク             | S!ともだち状況         | Yahoo! mocoa         |                  |
| S!ループ                 | S!タウン               | S!速報ニュース       |                  |
| PCサイトダイレクト       | 電子コミック           | S!アプリ             |                  |
| 着うたフル／着うた       | アレンジメール         | S!電話帳バックアップ |                  |
| S!FeliCa                 | S!ミュージックコネクト | S!GPSナビ            |                  |
| コンテンツおすすめメール | TVコール               | 国際ローミング       |                  |
| ワンセグ                 | 3G ハイスピード        | S!おなじみ操作       |                  |

同型の海外モデルに当たる「G900」の、ACアダプターやクレードルなどを利用することができる。

### 使用感
実際のユーザーの感想としては、HSDPAなどを使った高速なデータ通信が可能なこと、またPDA機能については概ね満足しているものの、携帯電話としての評価はかなり不満を抱いている者が多い。その理由として、以下のものがある。
- 使用可能時間の短さ
- メールソフトなどの基本的なツール類の遅さ
- 対応サービスの少なさ

## 長期間の発売延期
- 2007年8月中旬以降発売予定との発表後、長期に亘り発売日未定の状態が続く。販売の延期についてソフトバンクからの正式な回答は無い。
- 2007年11月16日 ソフトバンクオンラインショップにて数量限定で予約受付開始。
- 2007年12月8日 販売開始。